# Escut d'Alaquàs
L'escut d'Alaquàs és un símbol representatiu oficial d'Alaquàs, municipi del País Valencià, a la comarca de l'Horta Sud. Té el següent blasonament:
| « | Escut sense quarterar. En camp de gules, l'històric castell-palau d'Alaquàs, d'or, maçonat de sable, teulat d'argent i aclarit de gules. Al cap de l'escut, les armes dels Pardo de la Casta. Per timbre, una corona reial. | » |

## Història
L'escut fou aprovat per Decret 1.131/1973, de 10 de maig, publicat al BOE núm. 135, de 6 de juny de 1973.
S'hi representa l'edifici més significatiu de la ciutat, el castell-palau del segle xv, juntament amb les armes dels Pardo de la Casta, comtes d'Alaquàs.